# Tortula splachnoides
Tortula splachnoides là một loài Rêu trong họ Pottiaceae. Loài này được (Hornsch.) R.H. Zander miêu tả khoa học đầu tiên năm 1993.